# Élections municipales de 2026 dans l'Ain
Pour un article plus général, voir Élections municipales françaises de 2026.
Les élections municipales dans l'Ain sont prévues en mars 2026. Cette page ne traite que les communes de 3 000 habitants et plus dans l'Ain.

## Résultats à l'échelle du département

### Maires sortants et maires élus
| Commune                  | Population (en 2022) | Maire sortant(e)       | Parti | Parti | Maire élu(e) | Parti | Parti |
| ------------------------ | -------------------- | ---------------------- | ----- | ----- | ------------ | ----- | ----- |
| Ambérieu-en-Bugey        | 15 554               | Daniel Fabre           |       | HOR   |              |       |       |
| Arbent                   | 3 482                | Philippe Cracchiolo    |       | LR    |              |       |       |
| Attignat                 | 3 372                | Walter Martin          |       | LR    |              |       |       |
| Bâgé-Dommartin           | 4 057                | Christian Bernigaud    |       | SE    |              |       |       |
| Béligneux                | 3 484                | Philippe Ferrand       |       | SE    |              |       |       |
| Belley                   | 9 270                | Dimitri Lahuerta       |       | DVD   |              |       |       |
| Bellignat                | 3 581                | Véronique Ravet        |       | SE    |              |       |       |
| Beynost                  | 4 936                | Caroline Terrier       |       | HOR   |              |       |       |
| La Boisse                | 3 401                | Gérard Raphanel        |       | DVD   |              |       |       |
| Bourg-en-Bresse          | 42 065               | Jean-François Debat    |       | PS    |              |       |       |
| Cessy                    | 5 570                | Christophe Bouvier     |       | DVD   |              |       |       |
| Ceyzériat                | 3 306                | Jean-Yves Flochon      |       | LR    |              |       |       |
| Châtillon-sur-Chalaronne | 5 154                | Patrick Mathias        |       | LR    |              |       |       |
| Culoz-Béon               | 3 416                | Franck André-Masse     |       | SE    |              |       |       |
| Dagneux                  | 4 741                | Jean-Christophe Péguet |       | SE    |              |       |       |
| Divonne-les-Bains        | 10 300               | Vincent Scattolin      |       | DVD   |              |       |       |
| Feillens                 | 3 388                | Guy Billoudet          |       | LR    |              |       |       |
| Ferney-Voltaire          | 11 530               | Daniel Raphoz          |       | HOR   |              |       |       |
| Gex                      | 13 455               | Patrice Dunand         |       | DVD   |              |       |       |
| Jassans-Riottier         | 6 315                | Jean-Pierre Reverchon  |       | DVD   |              |       |       |
| Lagnieu                  | 7 321                | André Moingeon         |       | LR    |              |       |       |
| Loyettes                 | 3 468                | Jean Pierre Gagne      |       | DVD   |              |       |       |
| Meximieux                | 8 198                | Jean-Luc Ramel         |       | DVD   |              |       |       |
| Miribel                  | 10 450               | Jean-Pierre Gaitet     |       | LR    |              |       |       |
| Montluel                 | 6 879                | Anne Fabiano           |       | DVD   |              |       |       |
| Montmerle-sur-Saône      | 3 798                | Philippe Prost         |       | DVD   |              |       |       |
| Montréal-la-Cluse        | 3 584                | Patrick Dufour         |       | DVD   |              |       |       |
| Nantua                   | 3 431                | Jean-Pascal Thomasset  |       | DVD   |              |       |       |
| Ornex                    | 4 903                | Olivier Guichard       |       | DVD   |              |       |       |
| Oyonnax                  | 22 378               | Michel Perraud         |       | UDI   |              |       |       |
| Péronnas                 | 6 437                | Hélène Cédileau        |       | DVD   |              |       |       |
| Plateau d'Hauteville     | 4 790                | Philippe Emin          |       | DVD   |              |       |       |
| Prévessin-Moëns          | 9 081                | Aurélie Charillon      |       | LR    |              |       |       |
| Replonges                | 3 929                | Bertrand Vernoux       |       | LR    |              |       |       |
| Reyrieux                 | 5 228                | Carole Bontemps-Hesdin |       | SE    |              |       |       |
| Saint-André-de-Corcy     | 3 369                | Ludovic Loreau         |       | DVD   |              |       |       |
| Saint-Denis-lès-Bourg    | 6 078                | Guillaume Fauvet       |       | DVG   |              |       |       |
| Saint-Genis-Pouilly      | 14 584               | Hubert Bertrand        |       | PRG   |              |       |       |
| Saint-Maurice-de-Beynost | 4 243                | Pierre Goubet          |       | DVG   |              |       |       |
| Thoiry                   | 6 356                | Muriel Bénier          |       | LR    |              |       |       |
| Trévoux                  | 6 931                | Marc Péchoux           |       | LR    |              |       |       |
| Valserhône               | 16 162               | Régis Petit            |       | DVD   |              |       |       |
| Villars-les-Dombes       | 5 059                | Pierre Larrieu         |       | DVD   |              |       |       |
| Villieu-Loyes-Mollon     | 3 831                | Eric Beaufort          |       | DVD   |              |       |       |
| Viriat                   | 6 955                | Bernard Perret         |       | DVD   |              |       |       |
| Vonnas                   | 3 233                | Alain Givord           |       | DVD   |              |       |       |

### Résultats en nombre de maires
| Partis       | Partis                               | Maires sortants | Maires élus | Évolution |
| ------------ | ------------------------------------ | --------------- | ----------- | --------- |
|              | Divers droite                        | 19              |             |           |
|              | Les Républicains                     | 13              |             |           |
| Total droite | Total droite                         | 32              |             |           |
|              | Divers gauche                        | 3               |             |           |
|              | Parti radical de gauche              | 1               |             |           |
|              | Parti socialiste                     | 1               |             |           |
| Total gauche | Total gauche                         | 5               |             |           |
|              | Horizons                             | 3               |             |           |
|              | Union des démocrates et indépendants | 1               |             |           |
| Total centre | Total centre                         | 4               |             |           |
|              | Sans étiquette                       | 6               |             |           |
| Total        | Total                                | 47              | 47          | -         |

### Résultats par nuances
| Nuance | Nuance | Nuance | Premier tour | Premier tour | Premier tour | Second tour | Second tour | Second tour | Total sièges | Total sièges | Total sièges | Total sièges |
| Nuance | Nuance | Nuance | Voix         | %            | Sièges       | Voix        | %           | Sièges      | CM           | %            | CC           | %            |
| ------ | ------ | ------ | ------------ | ------------ | ------------ | ----------- | ----------- | ----------- | ------------ | ------------ | ------------ | ------------ |
|        |        |        |              |              |              |             |             |             |              |              |              |              |
| Total  | Total  | Total  |              | 100          |              |             | 100         |             |              | 100          |              | 100          |

### Taux de participation
| Taux de participation | 1er tour | Différence avec 2020 | 2d tour | Différence avec 2020 | Différence entre les deux tours |
| --------------------- | -------- | -------------------- | ------- | -------------------- | ------------------------------- |
| À 12 h                |          |                      |         |                      |                                 |
| À 17 h                |          |                      |         |                      |                                 |
| Final                 |          |                      |         |                      |                                 |

## Résultats dans les communes de plus de 3 000 habitants

### Ambérieu-en-Bugey
- Maire sortant : Daniel Fabre (HOR)
- 33 sièges à pourvoir au conseil municipal (population légale 2022 : 15 554 habitants)
- 13 sièges à pourvoir au conseil communautaire (CC de la Plaine de l'Ain)

| Tête de liste | Tête de liste | Parti(s) | Nuance | Premier tour | Premier tour | Second tour | Second tour | Sièges | Sièges |
| Tête de liste | Tête de liste | Parti(s) | Nuance | Voix         | %            | Voix        | %           | CM     | CC     |
| ------------- | ------------- | -------- | ------ | ------------ | ------------ | ----------- | ----------- | ------ | ------ |

### Ambronay
- Maire sortant : Vincent Mancuso (SE)
- 23 sièges à pourvoir au conseil municipal (population légale 2022 : 2 828 habitants)
- 2 sièges à pourvoir au conseil communautaire (CC de la Plaine de l'Ain)

| Tête de liste | Tête de liste | Parti(s) | Nuance | Premier tour | Premier tour | Second tour | Second tour | Sièges | Sièges |
| Tête de liste | Tête de liste | Parti(s) | Nuance | Voix         | %            | Voix        | %           | CM     | CC     |
| ------------- | ------------- | -------- | ------ | ------------ | ------------ | ----------- | ----------- | ------ | ------ |

### Arbent
- Maire sortant : Philippe Cracchiolo (DVD)
- 23 sièges à pourvoir au conseil municipal (population légale 2022 : 3 482 habitants)
- 3 sièges à pourvoir au conseil communautaire (Haut-Bugey Agglomération)

| Tête de liste | Tête de liste | Parti(s) | Nuance | Premier tour | Premier tour | Second tour | Second tour | Sièges | Sièges |
| Tête de liste | Tête de liste | Parti(s) | Nuance | Voix         | %            | Voix        | %           | CM     | CC     |
| ------------- | ------------- | -------- | ------ | ------------ | ------------ | ----------- | ----------- | ------ | ------ |

### Attignat
- Maire sortant : Walter Martin (LR)
- 23 sièges à pourvoir au conseil municipal (population légale 2022 : 3 372 habitants)
- 2 sièges à pourvoir au conseil communautaire (CA du Bassin de Bourg-en-Bresse)

| Tête de liste | Tête de liste | Parti(s) | Nuance | Premier tour | Premier tour | Second tour | Second tour | Sièges | Sièges |
| Tête de liste | Tête de liste | Parti(s) | Nuance | Voix         | %            | Voix        | %           | CM     | CC     |
| ------------- | ------------- | -------- | ------ | ------------ | ------------ | ----------- | ----------- | ------ | ------ |

### Bâgé-Dommartin
- Maire sortant : Christian Bernigaud (SE)
- 27 sièges à pourvoir au conseil municipal (population légale 2022 : 4 057 habitants)
- 5 sièges à pourvoir au conseil communautaire (CC Besse et Saône)

| Tête de liste | Tête de liste | Parti(s) | Nuance | Premier tour | Premier tour | Second tour | Second tour | Sièges | Sièges |
| Tête de liste | Tête de liste | Parti(s) | Nuance | Voix         | %            | Voix        | %           | CM     | CC     |
| ------------- | ------------- | -------- | ------ | ------------ | ------------ | ----------- | ----------- | ------ | ------ |

### Balan
- Maire sortant : Patrick Meant (SE)
- 23 sièges à pourvoir au conseil municipal (population légale 2022 : 2 878 habitants)
- 3 sièges à pourvoir au conseil communautaire (CC de la Côtière à Montluel)

| Tête de liste | Tête de liste | Parti(s) | Nuance | Premier tour | Premier tour | Second tour | Second tour | Sièges | Sièges |
| Tête de liste | Tête de liste | Parti(s) | Nuance | Voix         | %            | Voix        | %           | CM     | CC     |
| ------------- | ------------- | -------- | ------ | ------------ | ------------ | ----------- | ----------- | ------ | ------ |

### Béligneux
- Maire sortant : Philippe Ferrand (SE)
- 23 sièges à pourvoir au conseil municipal (population légale 2022 : 3 484 habitants)
- 4 sièges à pourvoir au conseil communautaire (CC de la Côtière à Montluel)

| Tête de liste | Tête de liste | Parti(s) | Nuance | Premier tour | Premier tour | Second tour | Second tour | Sièges | Sièges |
| Tête de liste | Tête de liste | Parti(s) | Nuance | Voix         | %            | Voix        | %           | CM     | CC     |
| ------------- | ------------- | -------- | ------ | ------------ | ------------ | ----------- | ----------- | ------ | ------ |

### Belley
- Maire sortant : Dimitri Lahuerta (LR)
- 29 sièges à pourvoir au conseil municipal (population légale 2022 : 9 270 habitants)
- 16 sièges à pourvoir au conseil communautaire (CC Bugey Sud)

| Tête de liste            | Tête de liste     | Parti(s) | Nuance | Premier tour | Premier tour | Second tour | Second tour | Sièges | Sièges |
| Tête de liste            | Tête de liste     | Parti(s) | Nuance | Voix         | %            | Voix        | %           | CM     | CC     |
| ------------------------ | ----------------- | -------- | ------ | ------------ | ------------ | ----------- | ----------- | ------ | ------ |
|                          | Dimitri Lahuerta, | LR       |        |              |              |             |             |        |        |
|                          |                   |          |        |              |              |             |             |        |        |
| Exprimés                 |                   |          |        |              |              |             |             |        |        |
| Votes blancs             |                   |          |        |              |              |             |             |        |        |
| Votes nuls               |                   |          |        |              |              |             |             |        |        |
| Total                    | Total             | Total    | Total  |              | 100          |             | 100         | 29     | 16     |
| Absentions               |                   |          |        |              |              |             |             |        |        |
| Inscrits / participation |                   |          |        |              |              |             |             |        |        |

### Bellignat
- Maire sortant : Véronique Ravet (DVG)
- 27 sièges à pourvoir au conseil municipal (population légale 2022 : 3 581 habitants)
- 3 sièges à pourvoir au conseil communautaire (Haut-Bugey Agglomération)

| Tête de liste | Tête de liste | Parti(s) | Nuance | Premier tour | Premier tour | Second tour | Second tour | Sièges | Sièges |
| Tête de liste | Tête de liste | Parti(s) | Nuance | Voix         | %            | Voix        | %           | CM     | CC     |
| ------------- | ------------- | -------- | ------ | ------------ | ------------ | ----------- | ----------- | ------ | ------ |

### Beynost
- Maire sortant : Caroline Terrier (HOR)
- 27 sièges à pourvoir au conseil municipal (population légale 2022 : 4 936 habitants)
- 6 sièges à pourvoir au conseil communautaire (CC du Miribel et du Plateau)

| Tête de liste | Tête de liste | Parti(s) | Nuance | Premier tour | Premier tour | Second tour | Second tour | Sièges | Sièges |
| Tête de liste | Tête de liste | Parti(s) | Nuance | Voix         | %            | Voix        | %           | CM     | CC     |
| ------------- | ------------- | -------- | ------ | ------------ | ------------ | ----------- | ----------- | ------ | ------ |

### La Boisse
- Maire sortant : Gérard Raphanel (DVD)
- 23 sièges à pourvoir au conseil municipal (population légale 2022 : 3 401 habitants)
- 3 sièges à pourvoir au conseil communautaire (CC de la Côtière à Montluel)

| Tête de liste | Tête de liste | Parti(s) | Nuance | Premier tour | Premier tour | Second tour | Second tour | Sièges | Sièges |
| Tête de liste | Tête de liste | Parti(s) | Nuance | Voix         | %            | Voix        | %           | CM     | CC     |
| ------------- | ------------- | -------- | ------ | ------------ | ------------ | ----------- | ----------- | ------ | ------ |

### Bourg-en-Bresse
- Maire sortant : Jean-François Debat (PS)
- 43 sièges à pourvoir au conseil municipal (population légale 2022 : 42 065 habitants)
- 31 sièges à pourvoir au conseil communautaire (CA du Bassin de Bourg-en-Bresse)

| Tête de liste | Tête de liste | Parti(s) | Nuance | Premier tour | Premier tour | Second tour | Second tour | Sièges | Sièges |
| Tête de liste | Tête de liste | Parti(s) | Nuance | Voix         | %            | Voix        | %           | CM     | CC     |
| ------------- | ------------- | -------- | ------ | ------------ | ------------ | ----------- | ----------- | ------ | ------ |

### Cessy
- Maire sortant : Christophe Bouvier (DVD)
- 29 sièges à pourvoir au conseil municipal (population légale 2022 : 5 570 habitants)
- 2 sièges à pourvoir au conseil communautaire (Pays de Gex Agglo)

| Tête de liste | Tête de liste | Parti(s) | Nuance | Premier tour | Premier tour | Second tour | Second tour | Sièges | Sièges |
| Tête de liste | Tête de liste | Parti(s) | Nuance | Voix         | %            | Voix        | %           | CM     | CC     |
| ------------- | ------------- | -------- | ------ | ------------ | ------------ | ----------- | ----------- | ------ | ------ |

### Ceyzériat
- Maire sortant : Jean-Yves Flochon (LR)
- 23 sièges à pourvoir au conseil municipal (population légale 2022 : 3 306 habitants)
- 2 sièges à pourvoir au conseil communautaire (CA du Bassin de Bourg-en-Bresse)

| Tête de liste | Tête de liste | Parti(s) | Nuance | Premier tour | Premier tour | Second tour | Second tour | Sièges | Sièges |
| Tête de liste | Tête de liste | Parti(s) | Nuance | Voix         | %            | Voix        | %           | CM     | CC     |
| ------------- | ------------- | -------- | ------ | ------------ | ------------ | ----------- | ----------- | ------ | ------ |

### Chalamont
- Maire sortant : Bruno Charvieux (SE)
- 23 sièges à pourvoir au conseil municipal (population légale 2022 : 2 544 habitants)
- 3 sièges à pourvoir au conseil communautaire (CC de la Dombes)

| Tête de liste | Tête de liste | Parti(s) | Nuance | Premier tour | Premier tour | Second tour | Second tour | Sièges | Sièges |
| Tête de liste | Tête de liste | Parti(s) | Nuance | Voix         | %            | Voix        | %           | CM     | CC     |
| ------------- | ------------- | -------- | ------ | ------------ | ------------ | ----------- | ----------- | ------ | ------ |

### Châtillon-sur-Chalaronne
- Maire sortant : Patrick Mathias (LR)
- 29 sièges à pourvoir au conseil municipal (population légale 2022 : 5 154 habitants)
- 7 sièges à pourvoir au conseil communautaire (CC de la Dombes)

| Tête de liste | Tête de liste | Parti(s) | Nuance | Premier tour | Premier tour | Second tour | Second tour | Sièges | Sièges |
| Tête de liste | Tête de liste | Parti(s) | Nuance | Voix         | %            | Voix        | %           | CM     | CC     |
| ------------- | ------------- | -------- | ------ | ------------ | ------------ | ----------- | ----------- | ------ | ------ |

### Culoz-Béon
- Maire sortant : Franck André-Masse (DVD)
- 23 sièges à pourvoir au conseil municipal (population légale 2022 : 3 416 habitants)
- 6 sièges à pourvoir au conseil communautaire (CC Bugey Sud)

| Tête de liste | Tête de liste | Parti(s) | Nuance | Premier tour | Premier tour | Second tour | Second tour | Sièges | Sièges |
| Tête de liste | Tête de liste | Parti(s) | Nuance | Voix         | %            | Voix        | %           | CM     | CC     |
| ------------- | ------------- | -------- | ------ | ------------ | ------------ | ----------- | ----------- | ------ | ------ |

### Dagneux
- Maire sortant : Jean-Christophe Péguet (DVD)
- 27 sièges à pourvoir au conseil municipal (population légale 2022 : 4 741 habitants)
- 6 sièges à pourvoir au conseil communautaire (CC de la Côtière à Montluel)

| Tête de liste | Tête de liste | Parti(s) | Nuance | Premier tour | Premier tour | Second tour | Second tour | Sièges | Sièges |
| Tête de liste | Tête de liste | Parti(s) | Nuance | Voix         | %            | Voix        | %           | CM     | CC     |
| ------------- | ------------- | -------- | ------ | ------------ | ------------ | ----------- | ----------- | ------ | ------ |

### Divonne-les-Bains
- Maire sortant : Vincent Scattolin (LR)
- 33 sièges à pourvoir au conseil municipal (population légale 2022 : 10 300 habitants)
- 5 sièges à pourvoir au conseil communautaire (Pays de Gex Agglo)

| Tête de liste | Tête de liste | Parti(s) | Nuance | Premier tour | Premier tour | Second tour | Second tour | Sièges | Sièges |
| Tête de liste | Tête de liste | Parti(s) | Nuance | Voix         | %            | Voix        | %           | CM     | CC     |
| ------------- | ------------- | -------- | ------ | ------------ | ------------ | ----------- | ----------- | ------ | ------ |

### Fareins
- Maire sortant : Yves Dumoulin (SE)
- 23 sièges à pourvoir au conseil municipal (population légale 2022 : 2 524 habitants)
- 2 sièges à pourvoir au conseil communautaire (CC Dombes Saône Vallée)

| Tête de liste | Tête de liste | Parti(s) | Nuance | Premier tour | Premier tour | Second tour | Second tour | Sièges | Sièges |
| Tête de liste | Tête de liste | Parti(s) | Nuance | Voix         | %            | Voix        | %           | CM     | CC     |
| ------------- | ------------- | -------- | ------ | ------------ | ------------ | ----------- | ----------- | ------ | ------ |

### Feillens
- Maire sortant : Guy Billoudet (LR)
- 23 sièges à pourvoir au conseil municipal (population légale 2022 : 3 388 habitants)
- 4 sièges à pourvoir au conseil communautaire (CC Bresse et Saône)

| Tête de liste | Tête de liste | Parti(s) | Nuance | Premier tour | Premier tour | Second tour | Second tour | Sièges | Sièges |
| Tête de liste | Tête de liste | Parti(s) | Nuance | Voix         | %            | Voix        | %           | CM     | CC     |
| ------------- | ------------- | -------- | ------ | ------------ | ------------ | ----------- | ----------- | ------ | ------ |

### Ferney-Voltaire
- Maire sortant : Daniel Raphoz (HOR)
- 33 sièges à pourvoir au conseil municipal (population légale 2022 : 11 530 habitants)
- 5 sièges à pourvoir au conseil communautaire (Pays de Gex Agglo)

| Tête de liste | Tête de liste | Parti(s) | Nuance | Premier tour | Premier tour | Second tour | Second tour | Sièges | Sièges |
| Tête de liste | Tête de liste | Parti(s) | Nuance | Voix         | %            | Voix        | %           | CM     | CC     |
| ------------- | ------------- | -------- | ------ | ------------ | ------------ | ----------- | ----------- | ------ | ------ |

### Frans
- Maire sortante : Michelle Nuguet (SE)
- 23 sièges à pourvoir au conseil municipal (population légale 2022 : 2 547 habitants)
- 2 sièges à pourvoir au conseil communautaire (CC Dombes Saône Vallée)

| Tête de liste | Tête de liste | Parti(s) | Nuance | Premier tour | Premier tour | Second tour | Second tour | Sièges | Sièges |
| Tête de liste | Tête de liste | Parti(s) | Nuance | Voix         | %            | Voix        | %           | CM     | CC     |
| ------------- | ------------- | -------- | ------ | ------------ | ------------ | ----------- | ----------- | ------ | ------ |

### Gex
- Maire sortant : Patrice Dunand (DVD)
- 33 sièges à pourvoir au conseil municipal (population légale 2022 : 13 455 habitants)
- 7 sièges à pourvoir au conseil communautaire (Pays de Gex Agglo)

| Tête de liste | Tête de liste | Parti(s) | Nuance | Premier tour | Premier tour | Second tour | Second tour | Sièges | Sièges |
| Tête de liste | Tête de liste | Parti(s) | Nuance | Voix         | %            | Voix        | %           | CM     | CC     |
| ------------- | ------------- | -------- | ------ | ------------ | ------------ | ----------- | ----------- | ------ | ------ |

### Jassans-Riottier
- Maire sortant : Jean-Pierre Reverchon (DVD)
- 29 sièges à pourvoir au conseil municipal (population légale 2022 : 6 315 habitants)
- 5 sièges à pourvoir au conseil communautaire (CA Villefranche Beaujolais Saône)

| Tête de liste | Tête de liste | Parti(s) | Nuance | Premier tour | Premier tour | Second tour | Second tour | Sièges | Sièges |
| Tête de liste | Tête de liste | Parti(s) | Nuance | Voix         | %            | Voix        | %           | CM     | CC     |
| ------------- | ------------- | -------- | ------ | ------------ | ------------ | ----------- | ----------- | ------ | ------ |

### Lagnieu
- Maire sortant : André Moingeon (LR)
- 29 sièges à pourvoir au conseil municipal (population légale 2022 : 7 321 habitants)
- 6 sièges à pourvoir au conseil communautaire (CC de la Plaine de l'Ain)

| Tête de liste | Tête de liste | Parti(s) | Nuance | Premier tour | Premier tour | Second tour | Second tour | Sièges | Sièges |
| Tête de liste | Tête de liste | Parti(s) | Nuance | Voix         | %            | Voix        | %           | CM     | CC     |
| ------------- | ------------- | -------- | ------ | ------------ | ------------ | ----------- | ----------- | ------ | ------ |

### Loyettes
- Maire sortant : Jean Pierre Gagne (DVD)
- 23 sièges à pourvoir au conseil municipal (population légale 2022 : 3 468 habitants)
- 3 sièges à pourvoir au conseil communautaire (CC de la Plaine de l'Ain)

| Tête de liste | Tête de liste | Parti(s) | Nuance | Premier tour | Premier tour | Second tour | Second tour | Sièges | Sièges |
| Tête de liste | Tête de liste | Parti(s) | Nuance | Voix         | %            | Voix        | %           | CM     | CC     |
| ------------- | ------------- | -------- | ------ | ------------ | ------------ | ----------- | ----------- | ------ | ------ |

### Massieux
- Maire sortant : Patrick Nabeth (SE)
- 23 sièges à pourvoir au conseil municipal (population légale 2022 : 2 733 habitants)
- 3 sièges à pourvoir au conseil communautaire (CC Dombes Saône Vallée)

| Tête de liste | Tête de liste | Parti(s) | Nuance | Premier tour | Premier tour | Second tour | Second tour | Sièges | Sièges |
| Tête de liste | Tête de liste | Parti(s) | Nuance | Voix         | %            | Voix        | %           | CM     | CC     |
| ------------- | ------------- | -------- | ------ | ------------ | ------------ | ----------- | ----------- | ------ | ------ |

### Meximieux
- Maire sortant : Jean-Luc Ramel (DVD)
- 29 sièges à pourvoir au conseil municipal (population légale 2022 : 8 198 habitants)
- 7 sièges à pourvoir au conseil communautaire (CC de la Plaine de l'Ain)

| Tête de liste | Tête de liste | Parti(s) | Nuance | Premier tour | Premier tour | Second tour | Second tour | Sièges | Sièges |
| Tête de liste | Tête de liste | Parti(s) | Nuance | Voix         | %            | Voix        | %           | CM     | CC     |
| ------------- | ------------- | -------- | ------ | ------------ | ------------ | ----------- | ----------- | ------ | ------ |

### Miribel
- Maire sortant : Jean-Pierre Gaitet (LR)
- 33 sièges à pourvoir au conseil municipal (population légale 2022 : 10 450 habitants)
- 13 sièges à pourvoir au conseil communautaire (CC du Miribel et du Plateau)

| Tête de liste | Tête de liste | Parti(s) | Nuance | Premier tour | Premier tour | Second tour | Second tour | Sièges | Sièges |
| Tête de liste | Tête de liste | Parti(s) | Nuance | Voix         | %            | Voix        | %           | CM     | CC     |
| ------------- | ------------- | -------- | ------ | ------------ | ------------ | ----------- | ----------- | ------ | ------ |

### Montluel
- Maire sortante : Anne Fabiano (DVD)
- 29 sièges à pourvoir au conseil municipal (population légale 2022 : 6 879 habitants)
- 9 sièges à pourvoir au conseil communautaire (CC de la Côtière à Montluel)

| Tête de liste | Tête de liste | Parti(s) | Nuance | Premier tour | Premier tour | Second tour | Second tour | Sièges | Sièges |
| Tête de liste | Tête de liste | Parti(s) | Nuance | Voix         | %            | Voix        | %           | CM     | CC     |
| ------------- | ------------- | -------- | ------ | ------------ | ------------ | ----------- | ----------- | ------ | ------ |

### Montmerle-sur-Saône
- Maire sortant : Philippe Prost (DVD)
- 27 sièges à pourvoir au conseil municipal (population légale 2022 : 3 798 habitants)
- 6 sièges à pourvoir au conseil communautaire (CC Val de Saône Centre)

| Tête de liste | Tête de liste | Parti(s) | Nuance | Premier tour | Premier tour | Second tour | Second tour | Sièges | Sièges |
| Tête de liste | Tête de liste | Parti(s) | Nuance | Voix         | %            | Voix        | %           | CM     | CC     |
| ------------- | ------------- | -------- | ------ | ------------ | ------------ | ----------- | ----------- | ------ | ------ |

### Montréal-la-Cluse
- Maire sortant : Patrick Dufour (DVD)
- 27 sièges à pourvoir au conseil municipal (population légale 2022 : 3 584 habitants)
- 3 sièges à pourvoir au conseil communautaire (Haut-Bugey Agglomération)

| Tête de liste | Tête de liste | Parti(s) | Nuance | Premier tour | Premier tour | Second tour | Second tour | Sièges | Sièges |
| Tête de liste | Tête de liste | Parti(s) | Nuance | Voix         | %            | Voix        | %           | CM     | CC     |
| ------------- | ------------- | -------- | ------ | ------------ | ------------ | ----------- | ----------- | ------ | ------ |

### Montrevel-en-Bresse
- Maire sortant : Jean-Yves Brevet (SE)
- 23 sièges à pourvoir au conseil municipal (population légale 2022 : 2 661 habitants)
- 1 siège à pourvoir au conseil communautaire (CA du Bassin de Bourg-en-Bresse)

| Tête de liste | Tête de liste | Parti(s) | Nuance | Premier tour | Premier tour | Second tour | Second tour | Sièges | Sièges |
| Tête de liste | Tête de liste | Parti(s) | Nuance | Voix         | %            | Voix        | %           | CM     | CC     |
| ------------- | ------------- | -------- | ------ | ------------ | ------------ | ----------- | ----------- | ------ | ------ |

### Nantua
- Maire sortant : Jean-Pascal Thomasset (DVD)
- 23 sièges à pourvoir au conseil municipal (population légale 2022 : 3 431 habitants)
- 3 sièges à pourvoir au conseil communautaire (Haut-Bugey Agglomération)

| Tête de liste | Tête de liste | Parti(s) | Nuance | Premier tour | Premier tour | Second tour | Second tour | Sièges | Sièges |
| Tête de liste | Tête de liste | Parti(s) | Nuance | Voix         | %            | Voix        | %           | CM     | CC     |
| ------------- | ------------- | -------- | ------ | ------------ | ------------ | ----------- | ----------- | ------ | ------ |

### Ornex
- Maire sortant : Olivier Guichard (DVD)
- 27 sièges à pourvoir au conseil municipal (population légale 2022 : 4 903 habitants)
- 2 sièges à pourvoir au conseil communautaire (Pays de Gex Agglo)

| Tête de liste | Tête de liste | Parti(s) | Nuance | Premier tour | Premier tour | Second tour | Second tour | Sièges | Sièges |
| Tête de liste | Tête de liste | Parti(s) | Nuance | Voix         | %            | Voix        | %           | CM     | CC     |
| ------------- | ------------- | -------- | ------ | ------------ | ------------ | ----------- | ----------- | ------ | ------ |

### Oyonnax
- Maire sortant : Michel Perraud (UDI)
- 35 sièges à pourvoir au conseil municipal (population légale 2022 : 22 378 habitants)
- 24 sièges à pourvoir au conseil communautaire (Haut-Bugey Agglomération)

| Tête de liste | Tête de liste | Parti(s) | Nuance | Premier tour | Premier tour | Second tour | Second tour | Sièges | Sièges |
| Tête de liste | Tête de liste | Parti(s) | Nuance | Voix         | %            | Voix        | %           | CM     | CC     |
| ------------- | ------------- | -------- | ------ | ------------ | ------------ | ----------- | ----------- | ------ | ------ |

### Péron
- Maire sortant : Dominique Blanc (DVG)
- 23 sièges à pourvoir au conseil municipal (population légale 2022 : 2 900 habitants)
- 1 siège à pourvoir au conseil communautaire (Pays de Gex Agglo)

| Tête de liste | Tête de liste | Parti(s) | Nuance | Premier tour | Premier tour | Second tour | Second tour | Sièges | Sièges |
| Tête de liste | Tête de liste | Parti(s) | Nuance | Voix         | %            | Voix        | %           | CM     | CC     |
| ------------- | ------------- | -------- | ------ | ------------ | ------------ | ----------- | ----------- | ------ | ------ |

### Péronnas
- Maire sortante : Hélène Cédileau (DVD)
- 29 sièges à pourvoir au conseil municipal (population légale 2022 : 6 437 habitants)
- 4 sièges à pourvoir au conseil communautaire (CA du Bassin de Bourg-en-Bresse)

| Tête de liste | Tête de liste | Parti(s) | Nuance | Premier tour | Premier tour | Second tour | Second tour | Sièges | Sièges |
| Tête de liste | Tête de liste | Parti(s) | Nuance | Voix         | %            | Voix        | %           | CM     | CC     |
| ------------- | ------------- | -------- | ------ | ------------ | ------------ | ----------- | ----------- | ------ | ------ |

### Plateau d'Hauteville
- Maire sortant : Philippe Emin (LR)
- 27 sièges à pourvoir au conseil municipal (population légale 2022 : 4 790 habitants)
- 5 sièges à pourvoir au conseil communautaire (Haut-Bugey Agglomération)

| Tête de liste | Tête de liste | Parti(s) | Nuance | Premier tour | Premier tour | Second tour | Second tour | Sièges | Sièges |
| Tête de liste | Tête de liste | Parti(s) | Nuance | Voix         | %            | Voix        | %           | CM     | CC     |
| ------------- | ------------- | -------- | ------ | ------------ | ------------ | ----------- | ----------- | ------ | ------ |

### Polliat
- Maire sortant : Bernard Bienvenu (SE)
- 23 sièges à pourvoir au conseil municipal (population légale 2022 : 2 694 habitants)
- 1 siège à pourvoir au conseil communautaire (CA du Bassin de Bourg-en-Bresse)

| Tête de liste | Tête de liste | Parti(s) | Nuance | Premier tour | Premier tour | Second tour | Second tour | Sièges | Sièges |
| Tête de liste | Tête de liste | Parti(s) | Nuance | Voix         | %            | Voix        | %           | CM     | CC     |
| ------------- | ------------- | -------- | ------ | ------------ | ------------ | ----------- | ----------- | ------ | ------ |

### Pont-d'Ain
- Maire sortant : Vincent Bourdeauducq (SE)
- 23 sièges à pourvoir au conseil municipal (population légale 2022 : 2 862 habitants)
- 6 sièges à pourvoir au conseil communautaire (CC Rives de l'Ain - Pays du Cerdon)

| Tête de liste | Tête de liste | Parti(s) | Nuance | Premier tour | Premier tour | Second tour | Second tour | Sièges | Sièges |
| Tête de liste | Tête de liste | Parti(s) | Nuance | Voix         | %            | Voix        | %           | CM     | CC     |
| ------------- | ------------- | -------- | ------ | ------------ | ------------ | ----------- | ----------- | ------ | ------ |

### Prévessin-Moëns
- Maire sortante : Aurélie Charillon (LR)
- 29 sièges à pourvoir au conseil municipal (population légale 2022 : 9 081 habitants)
- 4 sièges à pourvoir au conseil communautaire (Pays de Gex Agglo)

| Tête de liste | Tête de liste | Parti(s) | Nuance | Premier tour | Premier tour | Second tour | Second tour | Sièges | Sièges |
| Tête de liste | Tête de liste | Parti(s) | Nuance | Voix         | %            | Voix        | %           | CM     | CC     |
| ------------- | ------------- | -------- | ------ | ------------ | ------------ | ----------- | ----------- | ------ | ------ |

### Replonges
- Maire sortant : Bertrand Vernoux (LR)
- 27 sièges à pourvoir au conseil municipal (population légale 2022 : 3 929 habitants)
- 5 sièges à pourvoir au conseil communautaire (CC Bresse et Saône)

| Tête de liste | Tête de liste | Parti(s) | Nuance | Premier tour | Premier tour | Second tour | Second tour | Sièges | Sièges |
| Tête de liste | Tête de liste | Parti(s) | Nuance | Voix         | %            | Voix        | %           | CM     | CC     |
| ------------- | ------------- | -------- | ------ | ------------ | ------------ | ----------- | ----------- | ------ | ------ |

### Reyrieux
- Maire sortante : Carole Bontemps-Hesdin (DVD)
- 29 sièges à pourvoir au conseil municipal (population légale 2022 : 5 228 habitants)
- 5 sièges à pourvoir au conseil communautaire (CC Dombes Saône Vallée)

| Tête de liste | Tête de liste | Parti(s) | Nuance | Premier tour | Premier tour | Second tour | Second tour | Sièges | Sièges |
| Tête de liste | Tête de liste | Parti(s) | Nuance | Voix         | %            | Voix        | %           | CM     | CC     |
| ------------- | ------------- | -------- | ------ | ------------ | ------------ | ----------- | ----------- | ------ | ------ |

### Saint-André-de-Corcy
- Maire sortant : Ludovic Loreau (DVD)
- 23 sièges à pourvoir au conseil municipal (population légale 2022 : 3 369 habitants)
- 4 sièges à pourvoir au conseil communautaire (CC de la Dombes)

| Tête de liste | Tête de liste | Parti(s) | Nuance | Premier tour | Premier tour | Second tour | Second tour | Sièges | Sièges |
| Tête de liste | Tête de liste | Parti(s) | Nuance | Voix         | %            | Voix        | %           | CM     | CC     |
| ------------- | ------------- | -------- | ------ | ------------ | ------------ | ----------- | ----------- | ------ | ------ |

### Saint-Denis-lès-Bourg
- Maire sortant : Guillaume Fauvet (DVG)
- 29 sièges à pourvoir au conseil municipal (population légale 2022 : 6 078 habitants)
- 4 sièges à pourvoir au conseil communautaire (CC du Bassin de Bourg-en-Bresse)

| Tête de liste | Tête de liste | Parti(s) | Nuance | Premier tour | Premier tour | Second tour | Second tour | Sièges | Sièges |
| Tête de liste | Tête de liste | Parti(s) | Nuance | Voix         | %            | Voix        | %           | CM     | CC     |
| ------------- | ------------- | -------- | ------ | ------------ | ------------ | ----------- | ----------- | ------ | ------ |

### Saint-Didier-sur-Chalaronne
- Maire sortant : Renaud Dumay (DVD)
- 23 sièges à pourvoir au conseil municipal (population légale 2022 : 2 969 habitants)
- 4 sièges à pourvoir au conseil communautaire (CC Val de Saône Centre)

| Tête de liste | Tête de liste | Parti(s) | Nuance | Premier tour | Premier tour | Second tour | Second tour | Sièges | Sièges |
| Tête de liste | Tête de liste | Parti(s) | Nuance | Voix         | %            | Voix        | %           | CM     | CC     |
| ------------- | ------------- | -------- | ------ | ------------ | ------------ | ----------- | ----------- | ------ | ------ |

### Saint-Étienne-du-Bois
- Maire sortant : Alain Chapuis (DVD)
- 23 sièges à pourvoir au conseil municipal (population légale 2022 : 2 569 habitants)
- 1 siège à pourvoir au conseil communautaire (CC du Bassin de Bourg-en-Bresse)

| Tête de liste | Tête de liste | Parti(s) | Nuance | Premier tour | Premier tour | Second tour | Second tour | Sièges | Sièges |
| Tête de liste | Tête de liste | Parti(s) | Nuance | Voix         | %            | Voix        | %           | CM     | CC     |
| ------------- | ------------- | -------- | ------ | ------------ | ------------ | ----------- | ----------- | ------ | ------ |

### Saint-Genis-Pouilly
- Maire sortant : Hubert Bertrand (PRG)
- 33 sièges à pourvoir au conseil municipal (population légale 2022 : 14 584 habitants)
- 6 sièges à pourvoir au conseil communautaire (Pays de Gex Agglo)

| Tête de liste | Tête de liste | Parti(s) | Nuance | Premier tour | Premier tour | Second tour | Second tour | Sièges | Sièges |
| Tête de liste | Tête de liste | Parti(s) | Nuance | Voix         | %            | Voix        | %           | CM     | CC     |
| ------------- | ------------- | -------- | ------ | ------------ | ------------ | ----------- | ----------- | ------ | ------ |

### Saint-Maurice-de-Beynost
- Maire sortant : Pierre Goubet (DVG)
- 27 sièges à pourvoir au conseil municipal (population légale 2022 : 4 243 habitants)
- 5 sièges à pourvoir au conseil communautaire (CC de Miribel et du Plateau)

| Tête de liste | Tête de liste | Parti(s) | Nuance | Premier tour | Premier tour | Second tour | Second tour | Sièges | Sièges |
| Tête de liste | Tête de liste | Parti(s) | Nuance | Voix         | %            | Voix        | %           | CM     | CC     |
| ------------- | ------------- | -------- | ------ | ------------ | ------------ | ----------- | ----------- | ------ | ------ |

### Saint-Maurice-de-Gourdans
- Maire sortant : Fabrice Venet (DVD)
- 23 sièges à pourvoir au conseil municipal (population légale 2022 : 2 826 habitants)
- 2 sièges à pourvoir au conseil communautaire (CC de la Plaine de l'Ain)

| Tête de liste | Tête de liste | Parti(s) | Nuance | Premier tour | Premier tour | Second tour | Second tour | Sièges | Sièges |
| Tête de liste | Tête de liste | Parti(s) | Nuance | Voix         | %            | Voix        | %           | CM     | CC     |
| ------------- | ------------- | -------- | ------ | ------------ | ------------ | ----------- | ----------- | ------ | ------ |

### Ségny
- Maire sortant : Jean-Pierre Fouilloux (DVD)
- 23 sièges à pourvoir au conseil municipal (population légale 2022 : 2 676 habitants)
- 1 siège à pourvoir au conseil communautaire (Pays de Gex Agglo)

| Tête de liste | Tête de liste | Parti(s) | Nuance | Premier tour | Premier tour | Second tour | Second tour | Sièges | Sièges |
| Tête de liste | Tête de liste | Parti(s) | Nuance | Voix         | %            | Voix        | %           | CM     | CC     |
| ------------- | ------------- | -------- | ------ | ------------ | ------------ | ----------- | ----------- | ------ | ------ |

### Thoiry
- Maire sortante : Muriel Bénier (LR)
- 29 sièges à pourvoir au conseil municipal (population légale 2022 : 6 356 habitants)
- 4 sièges à pourvoir au conseil communautaire (Pays de Gex Agglo)

| Tête de liste | Tête de liste | Parti(s) | Nuance | Premier tour | Premier tour | Second tour | Second tour | Sièges | Sièges |
| Tête de liste | Tête de liste | Parti(s) | Nuance | Voix         | %            | Voix        | %           | CM     | CC     |
| ------------- | ------------- | -------- | ------ | ------------ | ------------ | ----------- | ----------- | ------ | ------ |

### Trévoux
- Maire sortant : Marc Péchoux (LR)
- 29 sièges à pourvoir au conseil municipal (population légale 2022 : 6 931 habitants)
- 8 sièges à pourvoir au conseil communautaire (CC Dombes Saône Vallée)

| Tête de liste | Tête de liste | Parti(s) | Nuance | Premier tour | Premier tour | Second tour | Second tour | Sièges | Sièges |
| Tête de liste | Tête de liste | Parti(s) | Nuance | Voix         | %            | Voix        | %           | CM     | CC     |
| ------------- | ------------- | -------- | ------ | ------------ | ------------ | ----------- | ----------- | ------ | ------ |

### Valserhône
- Maire sortant : Régis Petit (DVD)
- 33 sièges à pourvoir au conseil municipal (population légale 2022 : 16 162 habitants)
- 18 sièges à pourvoir au conseil communautaire (CC Terre Valserhône)

| Tête de liste            | Tête de liste        | Parti(s) | Nuance | Premier tour | Premier tour | Second tour | Second tour | Sièges | Sièges |
| Tête de liste            | Tête de liste        | Parti(s) | Nuance | Voix         | %            | Voix        | %           | CM     | CC     |
| ------------------------ | -------------------- | -------- | ------ | ------------ | ------------ | ----------- | ----------- | ------ | ------ |
|                          | Isabelle De Oliveira | SE       |        |              |              |             |             |        |        |
|                          |                      |          |        |              |              |             |             |        |        |
| Exprimés                 |                      |          |        |              |              |             |             |        |        |
| Votes blancs             |                      |          |        |              |              |             |             |        |        |
| Votes nuls               |                      |          |        |              |              |             |             |        |        |
| Total                    | Total                | Total    | Total  |              | 100          |             | 100         | 33     | 18     |
| Absentions               |                      |          |        |              |              |             |             |        |        |
| Inscrits / participation |                      |          |        |              |              |             |             |        |        |

### Villars-les-Dombes
- Maire sortant : Pierre Larrieu (DVD)
- 29 sièges à pourvoir au conseil municipal (population légale 2022 : 5 059 habitants)
- 7 sièges à pourvoir au conseil communautaire (CC de la Dombes)

| Tête de liste | Tête de liste | Parti(s) | Nuance | Premier tour | Premier tour | Second tour | Second tour | Sièges | Sièges |
| Tête de liste | Tête de liste | Parti(s) | Nuance | Voix         | %            | Voix        | %           | CM     | CC     |
| ------------- | ------------- | -------- | ------ | ------------ | ------------ | ----------- | ----------- | ------ | ------ |

### Villieu-Loyes-Mollon
- Maire sortant : Eric Beaufort (DVD)
- 27 sièges à pourvoir au conseil municipal (population légale 2022 : 3 831 habitants)
- 3 sièges à pourvoir au conseil communautaire (CC de la Plaine de l'Ain)

| Tête de liste | Tête de liste | Parti(s) | Nuance | Premier tour | Premier tour | Second tour | Second tour | Sièges | Sièges |
| Tête de liste | Tête de liste | Parti(s) | Nuance | Voix         | %            | Voix        | %           | CM     | CC     |
| ------------- | ------------- | -------- | ------ | ------------ | ------------ | ----------- | ----------- | ------ | ------ |

### Viriat
- Maire sortant : Bernard Perret (DVD)
- 29 sièges à pourvoir au conseil municipal (population légale 2022 : 6 955 habitants)
- 4 sièges à pourvoir au conseil communautaire (CA du Bassin de Bourg-en-Bresse)

| Tête de liste | Tête de liste | Parti(s) | Nuance | Premier tour | Premier tour | Second tour | Second tour | Sièges | Sièges |
| Tête de liste | Tête de liste | Parti(s) | Nuance | Voix         | %            | Voix        | %           | CM     | CC     |
| ------------- | ------------- | -------- | ------ | ------------ | ------------ | ----------- | ----------- | ------ | ------ |

### Vonnas
- Maire sortant : Alain Givord (DVD)
- 23 sièges à pourvoir au conseil municipal (population légale 2022 : 3 233 habitants)
- 5 sièges à pourvoir au conseil communautaire (CC de la Veyle)

| Tête de liste | Tête de liste | Parti(s) | Nuance | Premier tour | Premier tour | Second tour | Second tour | Sièges | Sièges |
| Tête de liste | Tête de liste | Parti(s) | Nuance | Voix         | %            | Voix        | %           | CM     | CC     |
| ------------- | ------------- | -------- | ------ | ------------ | ------------ | ----------- | ----------- | ------ | ------ |